# Plöttbach
Die Plöttbach ist ein linker Zufluss zum Kamp bei Zwettl in Niederösterreich.
Der im Ortsgebiet von Germanns entspringende Bach fließt nach Osten über den Truppenübungsplatz Allentsteig ab und sammelt dabei zahlreiche kleine Zubringer auf, von denen der Maißbach und der Aschergraben die Bedeutendsten sind. Der links zufließende Maißbach entwässert das Waldgebiet Maiß und kommt über Hörmanns zum Plöttbach. Nach dem Wildingsgraben und dem Pfarrleitengraben mündet bei Oberplöttbach linksseitig der Aschergraben ein, der aus den Fluren um den Ascherhof abfließt. Weitere Zubringer sind der Passauer Graben, der Kroisenbach und der Bach von Dietreichs, bevor der Plöttbach bei Niederplöttbach in den Stausee Ottenstein einfließt. Sein Einzugsgebiet umfasst 31,1 km² in teilweise bewaldeter Landschaft.
Früher mündete der Plöttbach nicht in den Stausee, sondern etwa zwei Kilometer weiter südlich direkt in den Kamp.